# اوشتال
اوشتال (به لاتین: Uştal) یک منطقه مسکونی در جمهوری آذربایجان است که در شهرستان اسماعیل‌لی واقع شده‌است. اوشتال ۴۴۰ نفر جمعیت دارد.